# Virden (Manitoba)
Virden es un pueblo canadiense situado en la provincia de Manitoba.

## Superficie
Virden tiene una superficie de 8,96 km².

## Demografía
En 2021, tenía 3118 habitantes, una densidad poblacional de 347,8 hab./km², y 1508 viviendas.